# تعلم التأثير
تعلم التأثير هو أسلوب لحل المشكلات يتضمن اتخاذ إجراءات أو أفعلا والتفكير في نتائجها وتبعاتها. يساعد ذلك على تحسين عملية حل المشكلات بالإضافة إلى تبسيط الحلول التي طورها الفريق. طور نظرية تعلم التأثير وموقفها المعرفي رِج ريفَنس ‏، الذي طبق الطريقة لدعم مبادرات التطوير التنظيمي والتجاري وتحسين جهود حل المشكلات.
يعد تعلم التأثير فعالاً في تطوير عدد من مهارات القيادة الفردية ومهارات حل المشكلات لدى الفريق وأصبح عنصرًا في برامج تطوير قيادة المؤسسات والتنظيمات. وتختلف هذه الإستراتيجية عن منهج «مقاس واحد يناسب الجميع» الذي يميز العديد من برامج التدريب والتطوير. قال كونفوشيوس ذات مرة: «أنا أسمع وأنسى، وأرى وأتذكر، وأفعل وأفهم»، وتعلم التأثير هو دورة من العمل والتأمل.

## 🧠 تعلم التأثير (Influence Learning)
تعلم التأثير هو أسلوب لحل المشكلات واتخاذ القرارات يعتمد على الملاحظة الواعية للنتائج المترتبة على الأفعال. يتمحور هذا النمط من التعلم حول اتخاذ خطوة أو قرار، ثم تقييم تأثير هذه الخطوة على البيئة أو الأشخاص أو السياق، ومن ثم تعديل التصرفات لاحقًا للوصول إلى نتائج أكثر فاعلية.

### 🧩 المفهوم
يعتمد تعلم التأثير على حلقة متكررة من:
1. الفعل (Action) – اتخاذ قرار أو تنفيذ سلوك معين.
2. الملاحظة (Observation) – مراقبة التأثيرات أو التبعات التي حصلت نتيجة لهذا الفعل.
3. التفكير (Reflection) – تقييم ما إذا كانت النتيجة مرغوبة أو تحتاج إلى تعديل.
4. التعديل (Adjustment) – تحسين السلوك أو النهج في المحاولة التالية.

هذا الأسلوب يُشبه إلى حد كبير ما يُعرف بـ التعلم التجريبي (Experiential Learning) والتعلم القائم على النتائج (Outcome-Based Learning).

### 🧠 المجالات التي يُستخدم فيها:
- التعليم: يساعد الطلاب على تطوير وعي بالنتائج المترتبة على أسلوبهم في التعلم والتفاعل.
- القيادة والإدارة: يُستخدم لتطوير أساليب القيادة الفعالة وتحسين تأثير القادة على فرقهم.
- علم النفس السلوكي: يدخل ضمن ما يُعرف بـ "التعلم من النتائج"، وهو فرع من التعلم الشرطي.
- التنمية الذاتية: يُعزز الوعي الذاتي وتحسين اتخاذ القرار بناءً على الخبرة الشخصية.

### 🛠️ مثال عملي:
المعلم يعطي للطلاب الحرية لاختيار طريقة تقديم مشروعهم، ثم يناقش معهم النتائج لاحقًا:
ماذا نجح؟ ما الذي كان يمكن تحسينه؟

 هذا يشجع الطلاب على التفكير في تأثير قراراتهم واستخدام ذلك لتحسين أداءهم المستقبلي.

## 🔗 مصادر ووصلات مفيدة:

### مقالات ومراجع:
1. Kolb’s Experiential Learning Theory – Simply Psychology (بالإنجليزية)   شرح لنظرية كولب في التعلم التجريبي، والتي تتداخل مع مفهوم تعلم التأثير.
2. Influence as a Skill – Harvard Business Review (بالإنجليزية)   كيف يمكن تطوير مهارة التأثير وتحليل نتائجه في مجال القيادة.
3. Learning from the Consequences – Psychology Today (بالإنجليزية)   مقال عن التعلم من العواقب في علم النفس السلوكي.
4. [Outcome-Based Education – EdGlossary (بالإنجليزية)](https://www.edgl